# 洛德 (歌手)
埃拉·玛丽亚·拉妮·叶利奇-奥康纳（1996年11月7日—），艺名洛德（/ˈlɔːrd/），是一位新西兰歌手、詞曲作家及音樂製作人。
她出生于奥克兰都会区塔卡普纳，在同一都会区的德文波特长大，儿童时期即开始在学校演唱以及表演戏剧，13岁时与環球音樂签约。她的艺名“洛德”（Lorde）来自英文“勋爵”（Lord）一词，取这个艺名是因为她痴迷于“皇室和贵族”，但是一词本身过于男性化，于是她在后面增加了一个表示女性化的词尾作为自己的艺名。
2012年11月，洛德发行了第一张迷你专辑，名为《愛之俱樂部》，其首支单曲〈贵族〉一经发行便登上新西兰单曲排行榜冠军。2013年，这支单曲登上了告示牌百强单曲榜冠军，使她成为首个在美国获得冠军单曲的新西兰独唱歌手。2013年9月，她发行了首张专辑《纯粹女英雄》，在全球获得广泛好评，商业上也获得极大成功。
洛德在全球范围内获了得众多不同奖项和荣誉。2014年1月的第56届格莱美奖上，洛德获得四项提名，并获得其中“年度歌曲”和“最佳流行歌手”两项大奖，成为该奖项历史上最年轻的获奖者之一。同年2月，她还获得了全英音乐奖“最佳国际女艺人”大奖。

## 早年生活

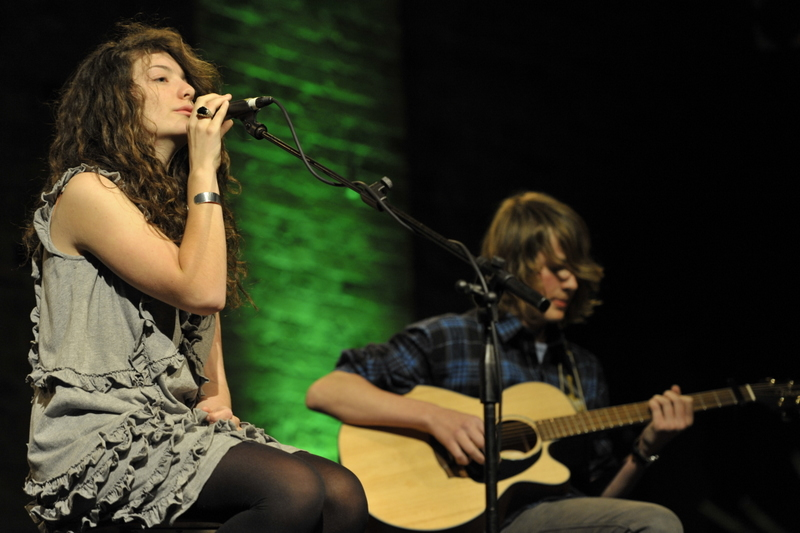
洛德（左）與路易斯·麦克唐纳於《The Vic Unplugged》節目上表演

艾拉·叶利奇-奥康纳于1996年11月7日出生于新西兰奥克兰都会区的塔卡普纳。她的母亲索尼娅·叶利奇是新西兰著名获奖诗人，父亲维克·奥康纳（Vic O'Connor）则是一位土木工程师。母亲叶利奇家族是克罗地亚血统，而父亲奥康纳的家族是爱尔兰血统。她在奥克兰郊区的德文波特与姐姐杰瑞（Jerry）、弟弟安杰罗（Angelo）和妹妹英蒂亚（India）一起长大。她持有新西兰与克罗地亚公民身份。
洛德在5岁时和朋友一起加入了学校的戏剧社团，从此发现自己对演唱和表演的热爱。她表示十分享受在表演时“展现自己的另一面，成为另一个不同的自己”的过程。在自己诗人母亲的鼓励下，她阅读了大量书籍，养成了安静的性格，但在表演时也能自如地在公众面前发言。
洛德曾就读于贝尔蒙特预科学校。2009年在校期间，她和朋友路易斯·麦克唐纳（Louis McDonald）共同参加了学校的才艺比赛，演唱了黛菲的〈沃里克大道〉和皮克西·洛特的〈妈妈会怎样〉两首歌曲，并赢得学校才艺比赛的冠军。麦克唐纳的父亲看到洛德在比赛中的表演之后，把她翻唱这两首歌曲的录像发给了几位星探。洛德13岁时，A&R人员斯科特·麦克拉克兰（Scott Maclachlan）看到这段录像之后将她签约至环球唱片旗下，开启了她创作歌手的生涯，但事业之初并未获得成功。麦克拉克兰在接受音乐媒体HitQuarters采访时表示：“......她（指洛德）明白要创作属于自己的音乐，但是在制作方面还是需要有人来帮她。”也正是在这一段时间，即十二三岁左右时，洛德开始用吉他创作自己的歌曲。她最终与词曲作者兼制作人乔尔·利特展开合作。二人的合作“十分合拍”，在一周之内便创作出包括〈贵族〉在内的三首歌曲。

## 職業生涯

### 2012－2015年：《纯粹女英雄》及《饥饿游戏》原声带
2012年11月，洛德发行了首张迷你专辑《愛之俱樂部》，在SoundCloud提供免费下载。她的经纪人麦克拉克兰表示：“我们感觉这是一张非常强大的音乐思想作品，所以就想先把它发行出来吧，以后再考虑钱的问题…… 但是下载超过了60,000次之后，（唱片公司说）我们不能这样继续（免费提供下载）了。”一位美国音乐总监，娜塔莉亚·罗米佐斯基（Natalia Romiszewski）听到这张迷你专辑之后，把它推荐给了环球唱片旗下子公司Lava唱片的杰森·弗洛姆。弗洛姆听过后决定与洛德本人见面，并将她签约至自己的公司。随后专辑中的歌曲〈贵族〉在Spotify上迅速成名，弗洛姆称：“……全世界立刻就给出热烈反响……（〈贵族〉）这首歌就是一个火花，点燃了全球的活跃瞩目，最终也推动了洛德出色的首张专辑的发行。”
《愛之俱樂部》这张迷你专辑于2013年3月正式发行数字下载版本，5月正式发行CD版本，收录了五首歌曲，其中包括冠军单曲〈贵族〉。〈贵族〉于2013年3月作为单曲正式发行，一经发行即登上新西兰单曲排行榜冠军，并在这一位置保持了三周。2013年6月，单曲〈贵族〉在美国正式发行，首周销量即高达85,000份。8月，这支单曲登上了美国告示牌另类单曲榜冠军，使洛德成为继1996年之后17年来首位在这一排行榜获得冠军单曲的女性艺人。〈贵族〉后来还登上告示牌百强单曲榜冠军位置，并保持了九周之久；在告示牌摇滚单曲榜也获得了冠军。洛德也因此成为首位获得告示牌百强单曲榜冠军单曲的新西兰独唱艺人。而这支单曲登顶告示牌百强单曲榜时，她年龄尚不满17岁，也因此成为1987年以来的26年内最年轻的告示牌冠军单曲获得者。

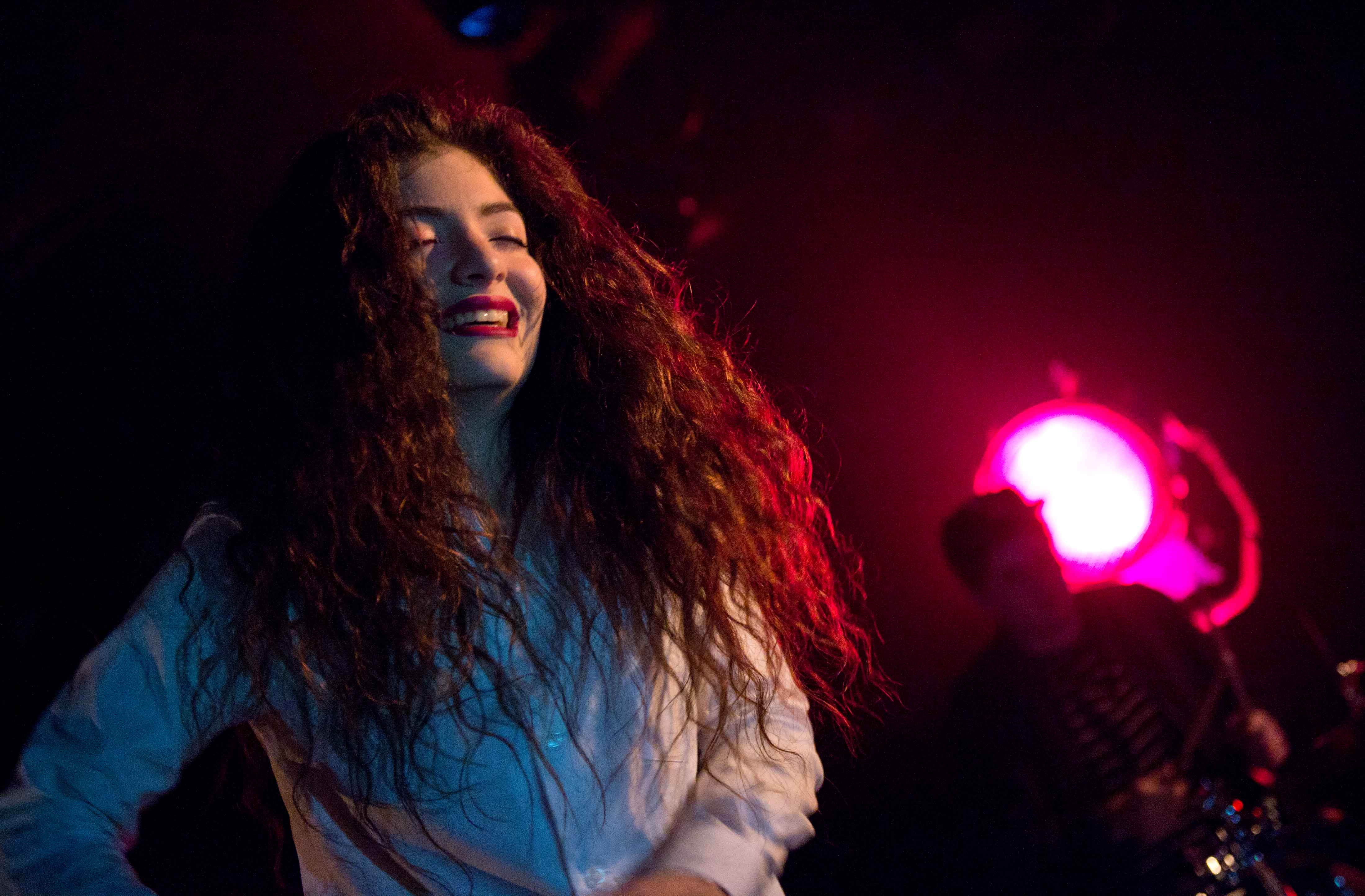
2013年9月，洛德於西雅圖表演

2013年6月8日，洛德在新西兰发行了第二张迷你专辑《网球场》（Tennis Court EP）的数字下载版，在英国因时差原因则于6月7日发行。6月22日，这张迷你专辑的实体版开始发售。2013年6月14日，其中的单曲〈网球场〉登上新西兰单曲榜的首位，而洛德也同时成为首个同时有四支单曲进入新西兰单曲榜前20位的艺人。同年7月，洛德还代替因病缺席的弗兰克·奥申参加了澳洲音乐节的表演。
2013年8月12日，洛德通过Twitter宣布自己将于9月30日在美国发行个人首张专辑《天生英雌》。专辑发行后获得评论界的广泛好评。一经发售即登上新西兰专辑排行榜冠军位置，首周销量即达到白金唱片认证，并连续保持两周冠军。截至2014年3月，专辑已经获得新西兰唱片业协会的四白金销量认证。专辑在澳大利亚也登上了专辑榜冠军。而在美国，专辑发行首周销量高达129,000张，登上公告牌二百强专辑榜第三位，随后于2014年2月获得了美国唱片业协会的白金唱片认证。根据国际唱片业协会数据，截至2013年底，专辑在全球已售出逾150万张。而洛德也凭借这张专辑获得众多音乐奖项。
2013年，电影《饥饿游戏：星火燎原》原声带中收录了洛德翻唱驚懼之淚的歌曲〈Everybody Wants to Rule the World〉。2014年9月29日，洛德发行歌曲，这也是电影《飢餓遊戲：自由幻夢Ⅰ》原声带的首支单曲。整张原声带专辑收录的内容都是由洛德本人负责的，她负责统筹艺人之间的合作以及专辑的制作，同时自己也在专辑中献唱多首歌曲。
2014年，洛德在第56届格莱美奖上表演了单曲〈贵族〉，并获得两项大奖。一个月之后的全英音乐奖上，她又获得了“最佳国际女艺人”大奖。同年的公告牌音乐奖中，洛德获得了14项提名，成为当年该奖项中获提名最多的艺人之一。
2014年上半年，洛德参加了多场音乐节的表演，包括Lollapalooza音乐节南美巡演以及科切拉音乐节的表演。同时，她也在北美洲和澳洲展开了全球巡回演唱会，以宣传《纯粹女英雄》这张专辑。4月，她与涅槃乐队的在世成员共同在摇滚名人堂庆典上表演了歌曲。6月又登上了加拿大iHeartRadio Much 音乐录影带大奖的舞台，表演了〈团队〉和〈网球场〉两首歌曲。

### 2016年-2020年：《狂想曲》

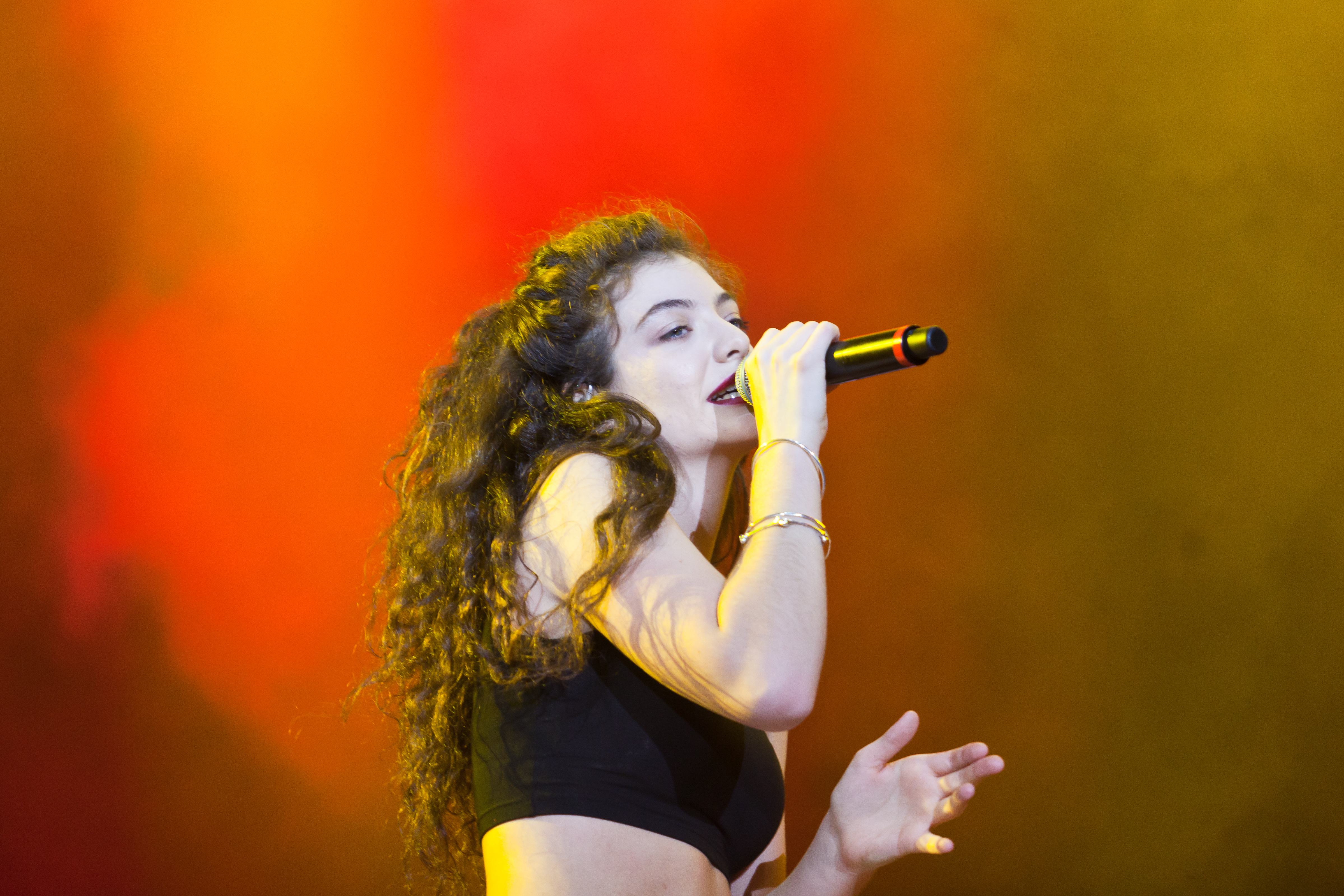
2014年4月，洛德在Lollapalooza音乐节上表演

2016年，洛德和解密兄弟合作，演唱了歌曲〈磁力〉，收录在他们的专辑《狞猫》中。2016年，洛德又在全英音乐奖上表演，致敬此前逝世不久的英国歌手大卫·鲍伊。她在表演中演唱了鲍伊的歌曲，获得好评。鲍伊的儿子邓肯·琼斯也在Twitter上赞扬洛德的表演非常“美丽”，称自己找到了共鸣，并特意为此表示了感谢。
2013年12月，洛德宣布已经开始创作第二张录音室专辑所需的素材。2014年6月，她表示第二张专辑已经开始前期制作，目前为止与第一张专辑“完全不同”。2016年8月，专辑已进入后期制作。次年2月，洛德发布了全新的音乐录影带预告片。3月3日，她发行了新专辑首支单曲〈绿灯〉，于3月11日在美国综艺节目《周六夜现场》首次表演这首歌曲，还参加了当年科切拉音乐节的表演。同年6月16日，洛德通过聯眾唱片正式发布新专辑《狂想曲》。她在专辑中与傑克·安多夫、托芙蘿、喬爾·立特等艺人合作，本人参与了全部歌曲的创作。专辑一经发行即获得广泛好评，《新音乐快递》、《娱乐周刊》、Pitchfork等乐评媒体都给出了满分或高分评价。这张专辑在新西兰、澳大利亚、美国和加拿大获得专辑榜冠军。音乐媒体《新音乐快递》和Consequence of Sound都将其评为2017年度专辑第一名。这张专辑还获得第60届格莱美奖年度专辑的提名。

### 2021年 - 至今：《日光》
2021年6月11日，無預警發布單曲〈日光〉，成為她睽違四年的第一張單曲，空降告示牌第六十四名，英國則獲得第十七名。隨後，她宣布第三張錄音室專輯《日光》將在8月20日釋出，以及在2022年將展開的。

## 艺术特色

### 声音和音乐
洛德称自己会着重关注自己的声音，表示“我不演奏乐器，所以会重点关注自己的声音。我的音色真的很重要。”她在演唱时多使用美国口音。
AllMusic形容她的音乐风格“混合了一种带有艺术气质和自白忏悔的卧室流行风格以及另一种夜店的电子摇滚风格”，并把她与格莱姆斯、拉娜·德雷和斯凯·费雷拉等艺人相比较。《每日电讯报》乐评人詹姆斯·拉克诺（James Lachno）称洛德的声音“错落起伏”而且“有潮流的电音特质”。
而在歌词方面，《愛之俱樂部》和《纯粹女英雄》的歌词都是受到了她年轻时代生活的影响，表达了对主流文化的批判。《纯粹女英雄》专辑的歌词更是“在青春期的失落和焦虑的基础上”，以冷眼旁观的怪诞视角“探索了传统青春流行歌曲中的主题——社交焦虑、浪漫幻想、空虚衰弱和醉酒狂欢等等”。例如〈贵族〉一曲中“我们不在乎，反正我們也不會介入你的桃色關係”（We don't care, we aren't caught up in your love affair."）等歌词就强烈讽刺了当前的青春流行文化。

### 音乐影响
洛德的音乐脱胎于流行電音风格，但她却自幼接触伊特·珍和奥蒂斯·雷丁等人的灵魂音乐，以及她父母最爱的凯特·史蒂文斯、尼尔·杨和佛利伍麦克等艺人。她称自己独特的声音特质是受到了格莱姆斯、Sleigh Bells乐队和制作人SBTRKT的突出影响。洛德还表示自己的一部分创作灵感是来自Burial和The Weeknd等艺人，还表示欣赏他们隐藏自己身份的行为，称自己“觉得保持神秘更有意思”。她还曾表示过自己对妮琪·米娜的喜爱，称她是“流行音乐界的一位重要女性”，自己的音乐也受到了她的影响。
洛德欣赏很多男性艺人，自己的音乐风格也受到他们的影响而包含了很多男性气质。她热爱詹姆斯·布雷克的音乐，也吸收了他的风格影响；她还表示饶舌歌手J·科尔以及很多电子音乐制作人都为自己的创作提供了灵感。而在创作《愛之俱樂部》期间，她还特别受到了肯伊·威斯特的影响。除此之外，洛德还表示马文·盖伊、美好冬季樂團、王子等艺人都对自己的音乐创作有很大影响。
歌词方面，洛德自认为受到了短篇小说家瑞蒙·卡佛、威尔斯·陶尔、托拜厄斯·沃尔夫和克莱尔·维耶·沃特金斯等人的启发，尤其是这些作家的遣词造句对她影响颇深。除此之外，作家希薇亞·普拉斯、沃尔特·惠特曼和里奥纳德·科恩等人对她的创作也有影响。

## 个人生活
2013年，洛德在塔卡普纳文法学校完成12年级的学业，并从该校毕业。
洛德自认是一名“绝对全心全意的”女权主义者。她表示，女权主义完全没有什么值得惊奇的，只是“作为一个女孩天生的一部分”。她曾因直言不讳批评其他艺人而引发巨大争议。她曾批评美國歌手賽琳娜·戈梅茲和拉娜·德雷等人的歌词对女性缺乏尊重，不能给女性青少年以正确的引导，对她们歌词中塑造的女性形象表示不满。还曾公开表示反感美國歌手麦莉·赛勒斯在舞台表演时的过多性暗示；她称美國創作歌手泰勒絲“高不可攀”，对青少年女孩没有起到积极作用等等。但随后她表示这些批评多是遭到了媒体的误读和渲染，自己对这些艺人本身并无攻击之意。之後和泰勒絲成為了好朋友。
2013年末，媒体曝光了洛德与比她年长7岁的新西兰亚裔摄影师詹姆斯·洛韦（James Lowe）的恋情。二人在她成名之前已经相识。恋情公开后，二人一度因洛韦的亚裔身份和长相而受到网络上的大量语言攻击。二人之后在2015年末分手。

## 慈善事业
2013年，環球音樂制作了一张慈善专辑，为菲律宾遭台风海燕袭击的受灾地区筹款赈灾，其中便收录了洛德首张迷你专辑中的歌曲《愛之俱樂部》，专辑的所得款项全部捐献给了菲律宾红十字会以作赈灾之用。2013年12月，洛德还在德文波特当地的社区参加了公益慈善筹款活动。

## 作品列表

### 专辑

#### 录音室专辑
| 专辑           | 发行信息                                                                                   | 榜单最高排名 | 榜单最高排名 | 榜单最高排名 | 榜单最高排名 | 榜单最高排名 | 榜单最高排名 | 榜单最高排名 | 榜单最高排名 | 榜单最高排名 | 榜单最高排名 | 销量认证                                                                     | 销量                              |
| 专辑           | 发行信息                                                                                   | [ 122 ]      | 澳           | 加           | 法           | 德           | 爱           | 荷           | 瑞           | 英           | 美           | 销量认证                                                                     | 销量                              |
| -------------- | ------------------------------------------------------------------------------------------ | ------------ | ------------ | ------------ | ------------ | ------------ | ------------ | ------------ | ------------ | ------------ | ------------ | ---------------------------------------------------------------------------- | --------------------------------- |
| 《纯粹女英雄》 | - 日期： 2013年9月27日 - 唱片公司：環球音樂、维珍百代、聯眾唱片 - 格式：CD、密纹唱片、下载 | 1            | 1            | 2            | 20           | 13           | 4            | 19           | 8            | 4            | 3            | - ：4×白金唱片 - 英：金唱片 - 澳：2×白金唱片 - 加：2×白金唱片 - 美：白金唱片 | - 全球：1,500,000 - 美：1,010,000 |
| 《狂想曲》     | - 日期： 2017年6月16日 - 唱片公司：環球音樂、维珍百代、聯眾唱片 - 格式：CD、密纹唱片、下载 | 1            | 1            | 1            | 29           | 11           | 3            | 6            | 7            | 5            | 1            | - ：金唱片                                                                   | - 美：109,000                     |
| 《日光》       | - 日期： 2021年8月20日 - 唱片公司：环球音乐、维珍百代、联众唱片 - 格式：CD、密纹唱片、下载 | 1            | 1            | 6            | 16           | 4            | 4            | 3            | 2            | 2            | 5            |                                                                              |                                   |

#### 迷你专辑
| 专辑                           | 发行信息                                                                          | 榜单最高排名 | 榜单最高排名 | 榜单最高排名 | 榜单最高排名 | 销量认证                      | 销量         |
| 专辑                           | 发行信息                                                                          | [ 122 ]      | 澳           | 加           | 美           | 销量认证                      | 销量         |
| ------------------------------ | --------------------------------------------------------------------------------- | ------------ | ------------ | ------------ | ------------ | ----------------------------- | ------------ |
| 《愛之俱樂部》                 | - 日期： 2013年3月8日 - 唱片公司：环球唱片 - 格式：CD、下载                       | 2            | 2            | 22           | 23           | - 澳：6×白金唱片 - ：白金唱片 | - 美：60,000 |
| 《网球场》                     | - 日期： 2013年6月7日 - 唱片公司：環球音樂、维珍百代 - 格式：下载、10英寸黑膠唱片 | —            | —            | —            | —            |                               |              |
| 《》                           | - 日期： 2013年11月1日 - 唱片公司：環球音樂 - 格式：流媒体                        | 未发售       | 未发售       | 未发售       | 未发售       | 未发售                        | 未发售       |
| "—" 表示在该地区未发售或未上榜 |                                                                                   |              |              |              |              |                               |              |

### 单曲
| 单曲                                                                       | 年份 | 最高榜单排名 | 最高榜单排名 | 最高榜单排名 | 最高榜单排名 | 最高榜单排名 | 最高榜单排名 | 最高榜单排名 | 最高榜单排名 | 最高榜单排名 | 最高榜单排名 | 销量认证                                                                    | 专辑                          |
| 单曲                                                                       | 年份 | [ 122 ]      | 澳           | 加           | 法           | 德           | 爱           | 荷           | 瑞           | 英           | 美           | 销量认证                                                                    | 专辑                          |
| -------------------------------------------------------------------------- | ---- | ------------ | ------------ | ------------ | ------------ | ------------ | ------------ | ------------ | ------------ | ------------ | ------------ | --------------------------------------------------------------------------- | ----------------------------- |
| 〈贵族〉                                                                   | 2013 | 1            | —            | 1            | 4            | 8            | 1            | 4            | 3            | 1            | 1            | - ：4× 白金唱片 - 英：金唱片 - 瑞：金唱片 - 加：6×白金唱片 - 美：6×白金唱片 | 《愛之俱樂部》 《纯粹女英雄》 |
| 〈网球场〉                                                                 | 2013 | 1            | 20           | —            | 193          | 83           | —            | —            | —            | 78           | 71           | - ：2×白金唱片 - 澳：2×白金唱片                                             | 《纯粹女英雄》                |
| 〈团队〉                                                                   | 2013 | 3            | 19           | 3            | 24           | 20           | 32           | 46           | 18           | 29           | 6            | - ：白金唱片 - 澳：2×白金唱片 - 加：2×白金唱片                              | 《纯粹女英雄》                |
| 〈贵族/白噪声〉 （解密兄弟与洛德 feat. AlunaGeorge；2014全英音乐奖现场版） | 2014 | —            | —            | —            | —            | —            | 93           | —            | —            | 72           | —            |                                                                             | 不適用                        |
| 〈荣耀与伤痕〉                                                             | 2014 | —            | —            | —            | —            | —            | —            | —            | —            | —            | 68           |                                                                             | 《纯粹女英雄》                |
| 〈Yellow Flicker Beat〉                                                    | 2014 | 4            | 25           | 21           | 93           | 38           | —            | —            | —            | 71           | 34           | - ：白金唱片 - 澳：金唱片                                                   | 《飢餓遊戲：自由幻夢Ⅰ》原声带 |
| 〈绿灯〉                                                                   | 2017 | 1            | 4            | 9            | 24           | 33           | 17           | 61           | 19           | 20           | 19           | - ：白金唱片 - 澳：2×白金唱片 - 英：银唱片 - 加：金唱片                     | 《狂想曲》                    |
| 〈完美境界〉                                                               | 2017 | 11           | 44           | 76           | —            | —            | 91           | —            | —            | 95           | —            |                                                                             | 《狂想曲》                    |
| "—" 表示在该地区未发售或未上榜                                             |      |              |              |              |              |              |              |              |              |              |              |                                                                             |                               |

## 获奖与提名

### 格莱美奖
格莱美奖是由美国国立录音艺术科学学院颁发的美国录音界和音乐界最重要的奖项。在2014年的第56届格莱美奖上，洛德获得四项提名，其中包括凭借〈贵族〉获得的年度制作、最佳流行歌手、年度歌曲提名以及凭《纯粹女英雄》获得的最佳流行演唱专辑提名，并最终获得年度歌曲和最佳流行歌手两项大奖。她因此成为格莱美奖历史上第三年轻的获奖者，也是最年轻的新西兰获奖者，同时她还是历史上最年轻的获得“年度制作”提名的独唱艺人。之后在2018年的第60届格莱美奖中，她又因《狂想曲》获得一项年度专辑的提名。
| 年份 | 获提名者       | 提名类别         | 结果 | 参             |
| ---- | -------------- | ---------------- | ---- | -------------- |
| 2014 | 〈贵族〉       | 年度制作         | 提名 | [ 9 ] [ 167 ]  |
| 2014 | 〈贵族〉       | 年度歌曲         | 獲獎 | [ 9 ] [ 167 ]  |
| 2014 | 〈贵族〉       | 最佳流行歌手     | 獲獎 | [ 9 ] [ 167 ]  |
| 2014 | 《纯粹女英雄》 | 最佳流行演唱专辑 | 提名 | [ 9 ] [ 167 ]  |
| 2018 | 《狂想曲》     | 年度专辑         | 提名 | [ 166 ] [ 88 ] |

### 告示牌音乐奖
公告牌音乐奖是由《告示牌》杂志举办的年度音乐奖项，以表彰每年销量和榜单成绩最佳的艺人。洛德于2014年获得12项提名，与Imagine Dragons共同成为当届奖项中获提名最多的艺人。其中两项获奖。
| 年份 | 获提名者       | 提名类别             | 结果 | 参                      |
| ---- | -------------- | -------------------- | ---- | ----------------------- |
| 2014 | 洛德           | 最佳新人             | 獲獎 | [ 169 ] [ 170 ] [ 171 ] |
| 2014 | 洛德           | 最佳女艺人           | 提名 | [ 169 ] [ 170 ] [ 171 ] |
| 2014 | 洛德           | 最佳摇滚艺人         | 提名 | [ 169 ] [ 170 ] [ 171 ] |
| 2014 | 洛德           | 最佳电台歌曲艺人     | 提名 | [ 169 ] [ 170 ] [ 171 ] |
| 2014 | 洛德           | 最佳公告牌百强艺人   | 提名 | [ 169 ] [ 170 ] [ 171 ] |
| 2014 | 洛德           | 最佳数字下载歌曲艺人 | 提名 | [ 169 ] [ 170 ] [ 171 ] |
| 2014 | 〈贵族〉       | 最佳摇滚歌曲         | 獲獎 | [ 169 ] [ 170 ] [ 171 ] |
| 2014 | 〈贵族〉       | 最佳电台歌曲         | 提名 | [ 169 ] [ 170 ] [ 171 ] |
| 2014 | 〈贵族〉       | 最佳数字下载歌曲     | 提名 | [ 169 ] [ 170 ] [ 171 ] |
| 2014 | 〈贵族〉       | 最佳音频流媒体歌曲   | 提名 | [ 169 ] [ 170 ] [ 171 ] |
| 2014 | 〈贵族〉       | 最佳公告牌百强歌曲   | 提名 | [ 169 ] [ 170 ] [ 171 ] |
| 2014 | 《纯粹女英雄》 | 最佳摇滚专辑         | 提名 | [ 169 ] [ 170 ] [ 171 ] |
| 2015 | 《纯粹女英雄》 | 最佳搖滾專輯         | 提名 | [ 172 ]                 |
| 2015 | 洛德           | 最佳搖滾藝人         | 提名 | [ 172 ]                 |

### MTV音乐奖项

#### MTV音乐录影带大奖
MTV音乐录影带大奖是由MTV主办的年度音乐奖项，以表彰优秀的音乐录影带作品。洛德曾获得四项提名，其中一项获奖。
| 年份 | 获提名者 | 提名类别         | 结果 | 参              |
| ---- | -------- | ---------------- | ---- | --------------- |
| 2014 | 〈贵族〉 | 最佳摇滚录影带   | 獲獎 | [ 173 ] [ 174 ] |
| 2014 | 〈贵族〉 | 最佳女歌手录影带 | 提名 | [ 173 ] [ 174 ] |
| 2017 | 洛德     | 年度艺人         | 提名 | [ 175 ]         |
| 2017 | 〈绿灯〉 | 最佳剪辑         | 提名 | [ 175 ]         |

#### MTV歐洲音樂大獎
MTV歐洲音樂大獎是由MTV歐洲主办的年度音乐奖项，以表彰在欧洲获得重大成就的艺人及其作品。洛德曾获得八项提名，其中两项获奖。
| 年份 | 获提名者 | 提名类别       | 结果 | 参      |
| ---- | -------- | -------------- | ---- | ------- |
| 2013 | 洛德     | 最佳新西兰艺人 | 獲獎 | [ 177 ] |
| 2013 | 洛德     | 最具潜力艺人   | 提名 | [ 178 ] |
| 2014 | 洛德     | 最佳推荐新人   | 提名 | [ 179 ] |
| 2014 | 洛德     | 最佳另类音乐   | 提名 | [ 179 ] |
| 2014 | 洛德     | 最佳新西兰艺人 | 獲獎 | [ 180 ] |
| 2015 | 洛德     | 最佳另类音乐   | 提名 | [ 181 ] |
| 2017 | 洛德     | 最佳另类音乐   | 提名 | [ 182 ] |
| 2017 | 洛德     | 最佳新西兰艺人 | 提名 | [ 182 ] |

#### MTV日本音乐录像带大奖
MTV日本音乐录像带大奖是由MTV日本主办的年度音乐奖项，以表彰在日本及全球获得成就的优秀艺人。洛德曾获得该奖项的一项提名。
| 年份 | 获提名者 | 提名类别           | 结果 | 参              |
| ---- | -------- | ------------------ | ---- | --------------- |
| 2014 | 〈贵族〉 | 最佳新人音乐录影带 | 提名 | [ 184 ] [ 185 ] |

### 人民选择奖
人民选择奖是由全美人民投票产生的奖项，由盖洛普民意测验统计，每年颁发给音乐、电影及电视领域的优秀艺人或作品。洛德曾获得一项人民选择奖提名。
| 年份 | 获提名者 | 提名类别         | 结果 | 参      |
| ---- | -------- | ---------------- | ---- | ------- |
| 2014 | 洛德     | 最受欢迎突破艺人 | 提名 | [ 187 ] |

### 全英音乐奖
全英音乐奖是由英国唱片业协会举办的年度奖项，以表彰英国和全球范围内的优秀艺人。洛德曾于2014年获得一项全英音乐奖。
| 年份 | 获提名者 | 提名类别       | 结果 | 参              |
| ---- | -------- | -------------- | ---- | --------------- |
| 2014 | 洛德     | 最佳国际女艺人 | 獲獎 | [ 133 ] [ 189 ] |

### 新音樂快遞音樂獎
新音樂快遞音樂獎是由英国《新音乐快递》杂志主办的年度音乐奖项，每年颁发给“最佳”和“最差”的艺人及作品，是英国最重要的音乐奖项之一。洛德曾获得一项新音樂快遞音樂獎的提名。
| 年份 | 获提名者 | 提名类别     | 结果 | 参      |
| ---- | -------- | ------------ | ---- | ------- |
| 2014 | 洛德     | 最佳独唱艺人 | 提名 | [ 191 ] |

### APRA银卷轴奖
APRA银卷轴奖（APRA Silver Scroll Awards）是由澳大拉西亚版权协会颁发的音乐奖项，以表彰澳大利亚和新西兰的优秀艺人及其作品。洛德在2013年曾获得一项银卷轴奖，这也是她获得的第一个音乐类奖项。随后又获得四项提名，其中三项获奖。
| 年份 | 获提名者 | 提名类别             | 结果 | 参      |
| ---- | -------- | -------------------- | ---- | ------- |
| 2013 | 〈贵族〉 | 银卷轴奖             | 獲獎 | [ 193 ] |
| 2014 | 〈团队〉 | 新西兰播放最多的作品 | 獲獎 | [ 194 ] |
| 2014 | 〈贵族〉 | 海外播放最多的作品   | 獲獎 | [ 194 ] |
| 2015 | 〈〉     | 银卷轴奖             | 提名 | [ 195 ] |
| 2017 | 〈绿灯〉 | 银卷轴奖             | 獲獎 | [ 196 ] |

### 新西兰音乐奖
新西兰音乐奖（New Zealand Music Awards）是由新西兰唱片业协会颁发的年度音乐奖项，以表彰新西兰的优秀艺人及其作品。
| 年份 | 获提名者                | 提名类别         | 结果 | 参      |
| ---- | ----------------------- | ---------------- | ---- | ------- |
| 2013 | 〈贵族〉                | 年度單曲         | 獲獎 | [ 198 ] |
| 2013 | 洛德                    | 人民選擇獎       | 獲獎 | [ 198 ] |
| 2013 | 洛德                    | 國際成就獎       | 獲獎 | [ 198 ] |
| 2013 | 洛德                    | 年度突破藝人     | 獲獎 | [ 198 ] |
| 2014 | 洛德                    | 人民選擇獎       | 提名 | [ 199 ] |
| 2014 | 洛德                    | 國際成就獎       | 獲獎 | [ 199 ] |
| 2014 | 〈团队〉                | 年度單曲         | 獲獎 | [ 199 ] |
| 2014 | 《纯粹女英雄》          | 最佳專輯         | 獲獎 | [ 199 ] |
| 2014 | 《纯粹女英雄》          | 最佳流行專輯     | 獲獎 | [ 199 ] |
| 2014 | 《纯粹女英雄》          | 最佳獨唱女藝人   | 獲獎 | [ 199 ] |
| 2014 | 〈贵族〉                | 最暢銷紐藝人單曲 | 獲獎 | [ 199 ] |
| 2015 | 洛德                    | 國際成就獎       | 提名 | [ 200 ] |
| 2015 | 〈Yellow Flicker Beat〉 | 年度单曲         | 獲獎 | [ 200 ] |
| 2015 | 〈Yellow Flicker Beat〉 | 最佳電台歌曲     | 提名 | [ 200 ] |
| 2015 | 〈Yellow Flicker Beat〉 | 最暢銷紐西蘭歌曲 | 提名 | [ 200 ] |
| 2015 | 《纯粹女英雄》          | 最暢銷紐西蘭專輯 | 獲獎 | [ 200 ] |
| 2017 | 《狂想曲》              | 年度专辑         | 獲獎 | [ 201 ] |
| 2017 | 〈绿灯〉                | 年度单曲         | 獲獎 | [ 201 ] |
| 2017 | 洛德                    | 最佳独唱艺人     | 獲獎 | [ 201 ] |
| 2017 | 洛德                    | 最佳流行艺人     | 獲獎 | [ 201 ] |
| 2017 | 洛德                    | 人民选择奖       | 獲獎 | [ 201 ] |
| 2017 | 洛德                    | 国际成就奖       | 獲獎 | [ 201 ] |

### 世界音乐奖
世界音乐奖是颁发给全球范围内销量最佳艺人的音乐奖项。洛德曾获得该奖项的11项提名。
| 年份 | 获提名者       | 提名类别       | 结果 | 参      |
| ---- | -------------- | -------------- | ---- | ------- |
| 2014 | 洛德           | 最佳女艺人     | 提名 | [ 203 ] |
| 2014 | 洛德           | 最佳新人       | 獲獎 | [ 203 ] |
| 2014 | 洛德           | 最佳现场艺人   | 提名 | [ 203 ] |
| 2014 | 洛德           | 年度艺人       | 提名 | [ 203 ] |
| 2014 | 洛德           | 最佳另类艺人   | 獲獎 | [ 203 ] |
| 2014 | 洛德           | 澳最畅销艺人   | 獲獎 | [ 203 ] |
| 2014 | 〈贵族〉       | 最佳歌曲       | 提名 | [ 203 ] |
| 2014 | 〈你還有我〉   | 最佳歌曲       | 提名 | [ 203 ] |
| 2014 | 〈网球场〉     | 最佳歌曲       | 提名 | [ 203 ] |
| 2014 | 《愛之俱樂部》 | 最佳歌曲       | 提名 | [ 203 ] |
| 2014 | 《愛之俱樂部》 | 最佳专辑       | 提名 | [ 203 ] |
| 2014 | 《纯粹女英雄》 | 最佳专辑       | 提名 | [ 203 ] |
| 2014 | 〈贵族〉       | 最佳音乐录影带 | 提名 | [ 203 ] |
| 2014 | 〈网球场〉     | 最佳音乐录影带 | 提名 | [ 203 ] |